# Ethel Brooks
Ethel Brooks es una socióloga estadounidense especializada en estudios de género y profesora asociada en la Universidad Rutgers. Fue nombrada miembro del Consejo Conmemorativo del Museo del Holocausto por Barack Obama en 2016. También es miembro del consejo asesor de RomArchive y es una de las fundadoras del Instituto Europeo Romaní para las Artes y la Cultura. También es Presidenta del Consejo Asesor del Centro Europeo de Derechos de los Romaníes, miembro del Consejo Asesor de la Fundación Shoah y de otros comités. Fue la primera gitana en obtener un doctorado en Estados Unidos. Se describe a sí misma como una feminista gitana.

## Trayectoria
Brooks creció en Nuevo Hampshire. Se licenció en Bellas Artes en la universidad Williams College y posteriormente se doctoró en la Universidad de Nueva York. En 2000, comenzó a impartir estudios de género y sociología en la Universidad Rutgers. Ha recibido numerosas becas y subvenciones, incluida una del Consejo de Investigación de Artes y Humanidades del Reino Unido para el proyecto titulado Performing Romani Identities con Jane Collins.
En 2013, Brooks habló de los sufrimientos romaníes durante los porraimos ante la Organización de las Naciones Unidas. En 2016, Barack Obama la nombró miembro del Consejo Conmemorativo del Holocausto después de haber sido nominada por los políticos Ben Cardin y Robert Menendez. Este consejo es la junta asesora del Museo del Holocausto de Estados Unidos. Con este nombramiento, Brooks esperaba generar conciencia sobre el sufrimiento de los romaníes durante el Holocausto y trabajar con otras comunidades de sobrevivientes.
Además de su libro premiado, Unraveling the Garment Industry: Transnational Organizing and Women's Work (Desenredando la industria de la confección: La organización transnacional y el trabajo de las mujeres), Brooks ha publicado en numerosas revistas académicas y ha contribuido con capítulos en los libros Sweatshop USA: The American Sweatshop in Historical and Global Perspective (2003) y Sociology Confronts the Holocaust: Memories and Identities in Jewish Diasporas (2007).
Brooks habló públicamente sobre sus propias experiencias de discriminación. Explica cómo sufrió los comentarios despectivos realizados por un policía cuando ingresaba a una convención en Irlanda. Consiguió que la institución responsable, la policía nacional irlandesa, Garda Síochána, se comprometiese a capacitar mejor a su personal sobre el tema de la igualdad de trato y a donar una suma de dinero a la organización benéfica irlandesa Pavee Point.

## Publicaciones
- El traje nuevo del consumidor, Universidad de Nueva York, 2000
- Unraveling the Garment Industry: Transnational Organizing and Women's Work, University of Minnesota Press, 2007
- Junto con Albert Atkin y Huub van Bar: We Roma: A Critical Reader in Contemporary Art, Valiz, 2013

## Premios
- 2011: Fulbright - Premio de la Cátedra Distinguida de la Universidad de las Artes de Londres.